# Anaglyptus apicicornis
Anaglyptus apicicornis är en skalbaggsart som först beskrevs av J. Linsley Gressitt 1937.  Anaglyptus apicicornis ingår i släktet Anaglyptus och familjen långhorningar. Inga underarter finns listade i Catalogue of Life.